# Janato de Endirey
El Janato de Endirey (en kumyko: Эндирей бийлик, romanizado: Endirey biylik), también llamado principado de Endirey, fue un Estado feudal cumuco creado tras el colapso del Shamjalato de Tarki por Sultán-Mahmud a comienzos del siglo XVI.

## Historia
Desde su formación, los gobernantes del janato pugnaron por la supremacía de Cumuquia con otros príncipes cumucos. En 1605, Sultán-Mahmud se alió con el shamjal Surjay II, hermanastro suyo, para enfrentarse a las fuerzas rusas en la batalla de Karaman, donde el Ejército cumuco sufrió grandes pérdidas pero logró derrotar decisivamente al más numeroso Ejército ruso, frustrando la expansión del Zarato ruso en el Cáucaso durante el siglo siguiente.
Los gobernantes de Endirey libraron campañas en Kabardia, luchando contra los cosacos y calmucos de la zona del río Térek. También supieron mantener la tensión diplomática de alianzas, cercanías y enfrentamientos que les mantuvo independientes frente al Imperio otomano, el Zarato ruso (más tarde Imperio ruso) y el Imperio persa (safávida primero y afsárida después).
Con los nietos de Sultán-Mahmud (llamado en las fuentes rusas Sultán-Mut), los dominios de Kostekovsky y Aksaevsky se separaron del Janato de Endirey, con lo que este último se redujo en extensión significativamente, aunque continuó manteniendo una posición prioritaria en el interfluvio Térek-Sulak.
El comienzo del declive del Janato vendría un siglo después de su fundación, cuando la campaña pérsica de Pedro el Grande tuvo como fin expandir su influencia por el Cáucaso y el Caspio. Ante la negativa de colaboración de Endirey, las fuerzas imperiales rusas incendiaron la capital y saquearon los campos, lo que llevó a un debilitamiento del principado, ya mermado por la independencia previa de algunos de sus dominios.
Según fuentes del siglo XVIII, en el Janato había 4 familias influyentes (principescas para la administración rusa): Kazanalip, Jamzin, Chopan y Chopan-Shamjal, la principal de los descendientes de Sultán-Mut. A principios del XIX, las fuentes hablan de 5 familias: Alishev, Temir, Kazanalip, Murtazali-Adzhí y Aídemirov.
Con el declive del Kanato de Crimea tras la victoria rusa en la guerra ruso-turca y la posterior firma del Tratado de Küçük Kaynarca, el Imperio ruso absorbió el Estado de los tártaros de Crimea y aumentó enormemente su influencia en la región del Mar Negro, y por ende en el Cáucaso, tanto territorialmente como por el control de las costas. En consecuencia, muchos pequeños Estados de la zona entraron en la órbita de influencia del Imperio ruso, que se implicó directamente en la administración de estos Estados teóricamente independientes.
En el caso del Janato de Endirey, como muchos otros, quedó bajo la influencia directa de San Petersburgo hasta que en 1827 la Administración imperial aboliera definitivamente el janato, incorporando su territorio en la óblast del Cáucaso, si bien ya anteriormente su territorio se consideraba administrado de iure por la gobernación del Cáucaso.